# Lend (Áustria)
Lend é um município da Áustria, situado no distrito de Zell am See, no estado de Salzburgo. Tem 29,35 km² de área e sua população em 2019 foi estimada em 1.319 habitantes.